# Emperador Kameyama
L'emperador Kameyama (亀 山 天皇, Kameyama-Tennō, 9 de juliol del 1249 - 4 d'octubre del 1305) va ser el 90è Emperador del Japó, segons l'ordre tradicional de successió. Va regnar entre el 1260 i el 1274. Abans de ser ascendit al Tron de Crisantem, el seu nom personal (imina) era Príncep Imperial Tsunehito (恒 仁 亲王, Tsunehito-shinnō).
El nom "Kameyama" prové de la ubicació de la seva tomba. Va tenir altres noms com Kongō-gen (金刚源, El seu nom com a monjo), Zenrinji-dono (禅林 寺 殿, Literalment, "Senyor del Temple Zen", posseïa un temple zen a l'ala nord de la seva residència imperial).